# PF - Pink Fight 2
PF - Pink Fight 2 foi um evento promovido pelo Pink Fight, que aconteceu no dia 10 de março de 2012.